# تزرو
تزرو (به ایتالیایی: Tesero) یک کومونه در ایتالیا است که در ترنتینو واقع شده‌است. تزرو ۵۰ کیلومتر مربع مساحت و ۲٬۶۵۵ نفر جمعیت دارد و ۱٬۰۰۰ متر بالاتر از سطح دریا واقع شده‌است.